# 플랑크 운동량
플랑크 운동량은 운동량의 플랑크 단위이며 {\displaystyle m_{P}c}로 표현된다.
{\displaystyle m_{P}c={\frac {\hbar }{l_{P}}}={\sqrt {\frac {\hbar c^{3}}{G}}}\approx } 6.52485 kg m/s
- {\displaystyle {l_{P}}} : 플랑크 길이
- {\displaystyle \hbar } : 환산 플랑크 상수
- {\displaystyle c} : 진공에서 빛의 속도
- {\displaystyle G} : 중력 상수

이것은 일반 상대성이론을 적용하지 않았을 때, 플랑크 질량의 물체가 빛의 속도로 움직일 때의 운동량이다.

## 같이 보기
- 플랑크 상수